# Dusty Imoo
Dusty Imoo (芋生 ダスティ?, Imō Dasuti; New Westminster, 18 luglio 1970) è un allenatore di hockey su ghiaccio ed ex hockeista su ghiaccio canadese naturalizzato giapponese.
Da giocatore il suo ruolo era quello di portiere.

## Carriera

### Giocatore

#### Club
Nato e cresciuto in Canada da genitori giapponesi, militò nella lega giovanile Western Hockey League, esordì tra i professionisti nella stagione 1991-1992, durante la quale vestì le maglie di quattro squadre, tre della ECHL (Cincinnati Cyclones, Erie Panthers e Dayton Bombers) e una della IHL (Fort Wayne Komets).
Nel 1994 si trasferì in Giappone, su invito di Dave King che all'epoca era consulente della federazione nipponica; qui militò per nove stagioni nei Seibu Tetsudo Tokyo, coi quali vinse per tre volte il Campionato giapponese di hockey su ghiaccio. Dal 2003 al 2006 vestì poi la maglia degli Oji Eagles, coi quali ha disputato l’ultima edizione del campionato giapponese e le prime due dell’Asia League Ice Hockey.

#### Nazionale
Dopo aver raccolto una presenza con la selezione under-18 canadese nel 1988, dopo il trasferimento nel paese del sol levante ha vestito la maglia del Giappone ai giochi olimpici di Nagano 1998 e a quattro edizioni dei mondiali maggiori (1998, 1999 e 2000).

### Allenatore
Dopo il ritiro ha fatto ritorno in Nord America: è stato consulente per i portieri dei Surrey Eagles nella BCHL (2008-2011), poi allenatore dei portieri dei Seattle Thunderbirds in Western Hockey League (2011-2013).
La prima esperienza con una squadra professionistica è del biennio successivo, quando è stato allenatore dei portieri dei St. John’s IceCaps in American Hockey League. Successivamente (2015-2019) ha fatto parte dello staff di preparatori dei portieri dei Los Angeles Kings in NHL. Nel periodo in cui era a Los Angeles fu protagonista di un episodio curioso, il 22 ottobre 2016: il team satellite dei Kings in American Hockey League, gli Ontario Reign, si ritrovarono senza portieri; schierarono come titolare il figlio di Imoo, Jonah Imoo, tesserato una settimana prima con un contratto di prova, mettendo a referto il padre Dusty come suo secondo.
Nella stagione 2019-2020 è stato allenatore dei portieri dei Kunlun Red Star, squadra cinese militante in Kontinental Hockey League.
Nel 2021 era stato tesserato dai Toronto Marlies nel medesimo ruolo, ma il contratto venne sciolto dopo che emersero suoi like e retweet transfobici sul suo profilo Twitter.